# Solon Bixler
Pour les articles homonymes, voir Bixler.
Solon Bixler est né le 4 janvier 1977 à Fresno, Californie. Il a été le guitariste de Thirty Seconds to Mars, de 2001 à 2003. En 2005, il fonde Great Northern avec Rachel Stolte. Leur premier album, Trading Twilight for Daylight, sort en 2007. Bixler, en outre, joua avec le All Smiles, Earlimart et Sea Wolf.